# Jerzy Zacharko
Jerzy Stanisław Zacharko (ur. 23 kwietnia 1951 w Mszanie Dolnej, zm. 11 kwietnia 2021 w Zakopanem) – polski samorządowiec, lutnik, działacz opozycji w okresie PRL.

## Życiorys
Syn Michała i Anny. W latach 1975–1981 należał do PZPR, z której został wyrzucony. W 1980 pracował w Wojewódzkiej Spółdzielni Spożywców „Społem” w Zakopanem. Współorganizował Komitet Organizacyjny Solidarności w Społem, a 24 października 1980 został jego przewodniczącym. 31 października brał udział w zakładaniu Miejskiej Tymczasowej Komisji Koordynacyjnej NSZZ „Solidarność” w Zakopanem, wybrano go, razem z Jerzym Lewcunem, na koordynatora jej działalności. 26–27 listopada 1980 uczestniczył w I Zjeździe Solidarności Pracowników Społem w Gdyni. Wybrano go na wiceprzewodniczącego Krajowej Komisji Koordynacyjnej Solidarności Pracowników Społem. Na II Zjeździe Pracowników Społem (26–28 października 1981) wybrano go na przewodniczącego. 10–12 lipca 1981 brał udział w I Walnym Zebraniu Delegatów Regionu Małopolska. Po wprowadzeniu w Polsce 13 grudnia 1981 stanu wojennego został internowany. Był drukarzem i kolporterem podziemnych wydawnictw (1986–1989). 4 maja 1989 został wiceprzewodniczącym Tymczasowej Komisji Miejskiej NSZZ „Solidarność”, a od 19 września przewodniczącym Komitetu Obywatelskiego w Zakopanem. W lutym 1990 wybrano go na przewodniczącego Miejskiej Komisji Koordynacyjnej.
Pełnił szereg funkcji samorządowych: przewodniczącego Rady Miasta Zakopanego, wiceburmistrza Zakopanego, wicestarosty tatrzańskiego. został pochowany na Nowym Cmentarzu w Zakopanem (Aleja Zasłużonych).

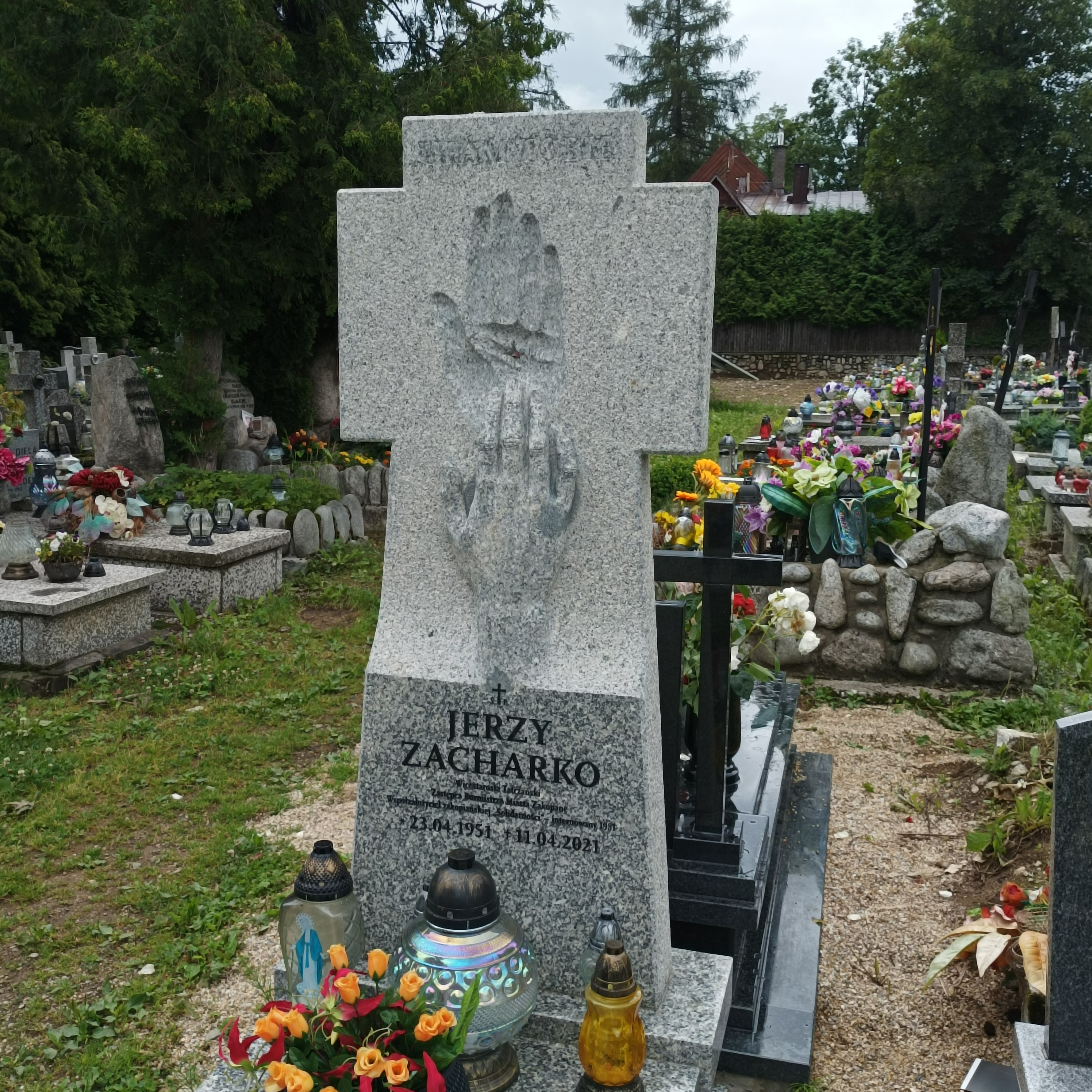
Grób Jerzego Zacharki na Nowym Cmentarzu w Zakopanem

## Nagrody i wyróżnienia
Został odznaczony Brązowym Krzyżem Zasługi (2001), Krzyżem Wolności i Solidarności (2015), Krzyżem Kawalerskim Orderu Odrodzenia Polski (2011).
Pośmiertnie w 2021 został odznaczony Krzyżem Oficerskim Orderu Odrodzenia Polski oraz  Złotą Odznaką Honorową Woj. Małopolskiego – Krzyż Małopolski (2021).